# Senna Comasco
Senna Comasco – miejscowość i gmina we Włoszech, w regionie Lombardia, w prowincji Como.
Według danych na rok 2009 gminę zamieszkiwało 3200 osób (1600 os./km²).